# Gnima Touré
Gnima Touré (* 27. August 1975) ist eine ehemalige senegalesische Leichtathletin, die sich auf den Hürdenlauf spezialisiert hat.

## Sportliche Laufbahn
Erste internationale Erfahrungen sammelte Gnima Touré vermutlich im Jahr 1995, als sie bei den Juniorenafrikameisterschaften in Bouaké in 15,40 s den vierten Platz im 100-Meter-Hürdenlauf belegte und über 400 m Hürden mit 63,59 s auf Rang fünf gelangte. Eigentlich war Touré zu diesem Zeitpunkt bereits zu alt für die Juniorinnenaltersklasse und hätte nicht an den Meisterschaften teilnehmen dürfen. 1997 belegte sie bei den Spielen der Frankophonie in Antananarivo in 58,04 s den vierten Platz im 400-Meter-Hürdenlauf und im Jahr darauf gelangte sie bei den Afrikameisterschaften in Dakar mit 57,92 s auf Rang sechs und gewann mit der senegalesischen 4-mal-400-Meter-Staffel in 3:31,42 min gemeinsam mit Mame Tacko Diouf, Amy Mbacké Thiam und Aminata Diouf die Silbermedaille hinter dem nigerianischen Team. 1999 wurde sie bei den Afrikaspielen in Johannesburg in 59,02 s Vierte und im Jahr darauf gewann sie bei den Afrikameisterschaften in Algier in 58,96 s die Silbermedaille hinter ihrer Landsfrau Mame Tacko Diouf. 2001 kam sie bei den Spielen der Frankophonie in Ottawa im Vorlauf über 400 m Hürden nicht ins Ziel und 2004 beendete sie dann ihre aktive sportliche Karriere im Alter von 29 Jahren.

## Persönliche Bestleistungen
- 100 m Hürden: 13,85 s, 23. März 2002 in Dakar
- 400 m Hürden: 57,30 s, 6. Juli 1999 in Sotteville-lès-Rouen